# Paul Ladd
Paul Ladd ist ein britischer Ökonom, UN-Beamter und seit 2015 Direktor des UN-Instituts für soziale Entwicklung (UNRISD) in Genf.

## Ausbildung
Paul Ladd absolvierte einen B.Sc.-Studiengang in Wirtschaftswissenschaften an der University of Warwick und erwarb im Anschluss einen M.Sc. in „Quantitative Development Economics“ an derselben Universität.

## Karriere
Paul Ladd war zunächst leitend bei der britischen Wohltätigkeitsorganisation Christian Aid tätig mit Zuständigkeit für Ökonomie und Politik. Er wurde Berater des britischen Entwicklungshilfeministeriums für Botswana, Eswatini, Lesotho, Namibia und Südafrika und arbeitete als Finanzberater für die Zentralbank von Guyana.
Danach wechselte er ins britische Finanzministerium und war dort als Berater für internationale Entwicklung während des britischen Vorsitzes bei den G8 und in der  Europäischen Union 2005 mit verantwortlich.
Von 2006 bis 2015 arbeitete er beim Entwicklungsprogramm der Vereinten Nationen (UNDP). Zunächst leitete er dort das Strategieteam für inklusive Globalisierung mit den Schwerpunkten Handel, Finanzierung von Entwicklung und Migration. Während der Weltfinanzkrise war er ab 2008 beratend für das Büro des UN-Generalsekretärs tätig. Dieses unterstützte er auch bezüglich des UN-Engagements im Rahmen der G20. Zuletzt war er Direktor des UNDP-Teams, welches für die Beratungen und die technische Unterstützung für die Entwicklungsagenda 2030 zuständig ist.
Am 23. Juli 2015 wurde Paul Ladd von UN-Generalsekretär Ban Ki-moon als Nachfolger von Sarah Cook zum Direktor des UN-Forschungsinstituts für soziale Entwicklung (UNRISD) ernannt. In dieser Funktion ist er auch Mitglied des Schweizerischen Netzwerks für Internationale Studien (SNIS) sowie des Beirats von UNITAR 2030.

## Ehrungen
2016 erhielt Paul Ladd von der University of Warwick die Ehrendoktorwürde der Rechtswissenschaften (LLD).

## Privates
Ladd ist erklärter Unterstützer von International Gender Champions, einer Organisation, die sich Geschlechtergerechtigkeit in internationalen Organisationen zur Aufgabe gemacht hat.